# Тримбель (Вісконсин)
Тримбель (англ. Trimbelle) — місто (англ. town) в США, в окрузі Пієрс штату Вісконсин. Населення — 1679 осіб (2010).

## Демографія
Згідно з переписом 2010 року, у місті мешкало 1679 осіб у 635 домогосподарствах у складі 482 родин. Було 668 помешкань
Расовий склад населення:
| - 98,5 % — білих - 0,4 % — азіатів - 0,3 % — чорних або афроамериканців - 0,2 % — корінних американців |

До двох чи більше рас належало 0,3 %. Частка іспаномовних становила 0,6 % від усіх жителів.
За віковим діапазоном населення розподілялося таким чином: 23,9 % — особи молодші 18 років, 63,8 % — особи у віці 18—64 років, 12,3 % — особи у віці 65 років та старші. Медіана віку мешканця становила 42,1 року. На 100 осіб жіночої статі у місті припадало 108,8 чоловіків;  на 100 жінок у віці від 18 років та старших — 106,5 чоловіків також старших 18 років.
Середній дохід на одне домашнє господарство  становив 80 811 долар США (медіана — 75 375), а середній дохід на одну сім'ю — 92 375 доларів (медіана — 82 167). Медіана доходів становила 52 308 доларів для чоловіків та 41 797 доларів для жінок. За межею бідності перебувало 2,8 % осіб, у тому числі 3,7 % дітей у віці до 18 років та 2,4 % осіб у віці 65 років та старших.
Цивільне працевлаштоване населення становило 943 особи. Основні галузі зайнятості: виробництво — 22,8 %, освіта, охорона здоров'я та соціальна допомога — 22,5 %, роздрібна торгівля — 8,2 %, сільське господарство, лісництво, риболовля — 8,2 %.